# NGC 3562
NGC 3562 ist eine elliptische Galaxie vom Hubble-Typ E im Sternbild Drache am Nordsternhimmel. Sie ist schätzungsweise 307 Millionen Lichtjahre von der Milchstraße entfernt.
Das Objekt wurde am 3. April 1785 von Wilhelm Herschel entdeckt.